# 德國馬歇爾基金會

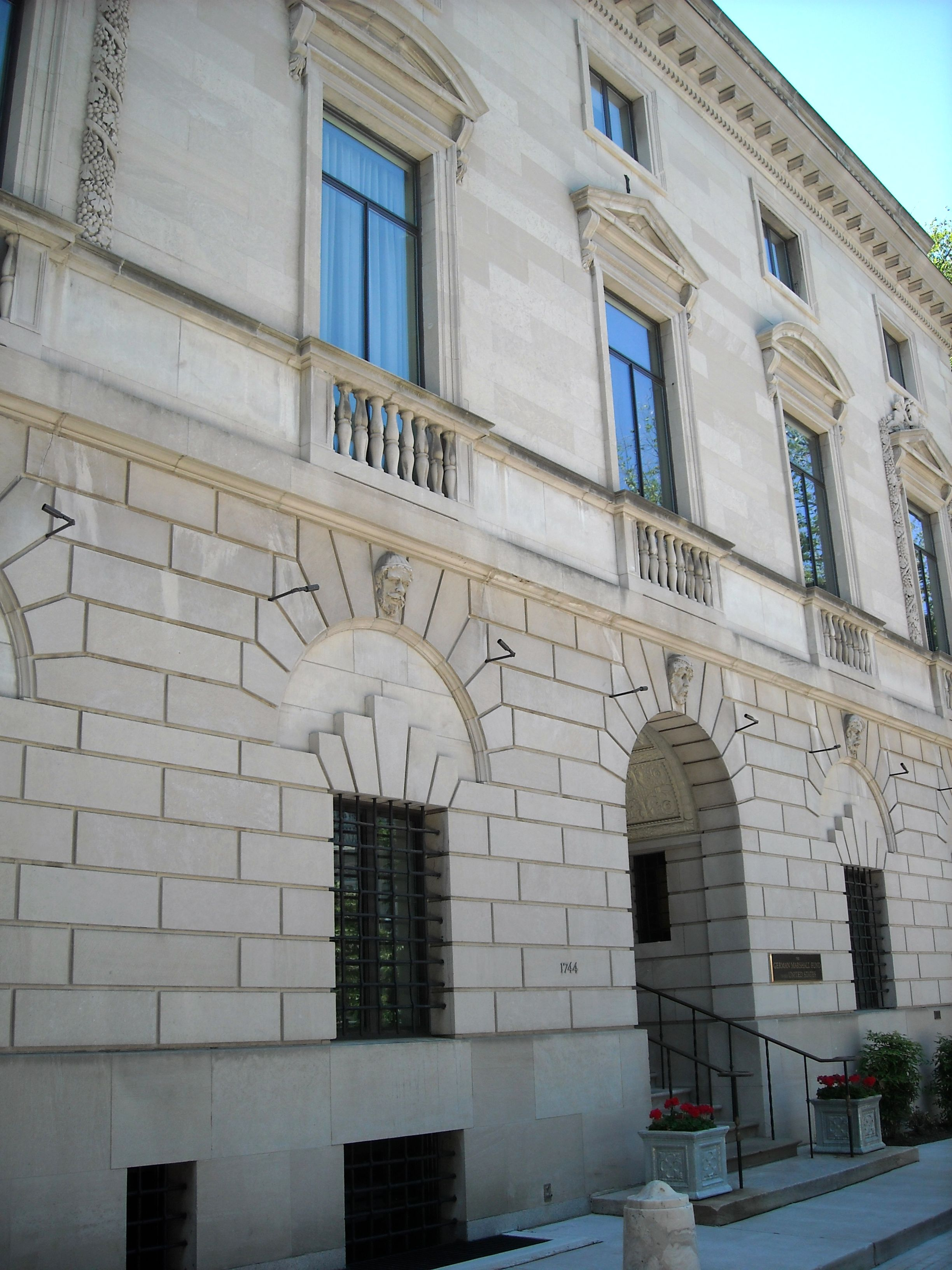
基金會會址

德國馬歇爾基金會（英語：German Marshall Fund of the United States，簡稱GMF）成立於1972年，是美國一個無黨派背景的公共政策研究和募款團體，創立目的為馬歇爾計劃25周年时感謝该计划對西德的支持。其宗旨是致力于对跨大西洋问题和全球问题进行研究和分析；在国际会议上召集政策和商业领袖；为美国和欧洲的新兴领导人提供交流机会；以及支持加强民主的举措。總部設於美國首都華盛頓，並在柏林、巴黎、布魯塞爾、安卡拉、布拉迪斯拉發和貝爾格萊德設有辦事處。

## 相關人士
- 罗伯特·佐利克，前委員會成員。
- 葛來儀，亞洲計畫主任[2]。